# 佐呂間站

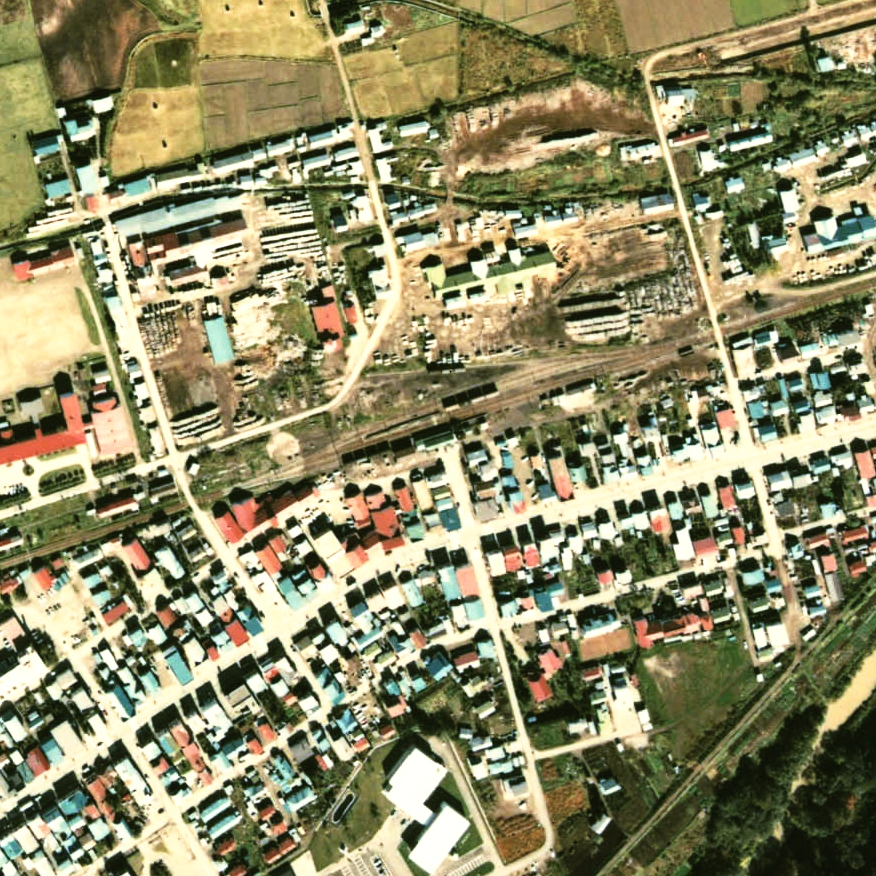
1977年的佐呂間站與方圓約500米範圍。右邊是網走方向。當時設有2面2線的相對式月台，車站後方設有3條副本線。車站大樓旁邊靠近中湧別一方設有貨物月台和引込線。車站大樓後方設有木工場和引込線。曾經站內設有小型機關區，車站後方靠近中湧別一方的白圓形物體是轉車盤遺蹟。

佐呂間站（日语：／ Saroma eki */?）是位於北海道常呂郡佐呂間町字永代町，日本國有鐵道（國鐵）的湧網線車站（廢站）。隨著湧網線廢線，車站在1987年（昭和62年）3月20日廢除。

## 歷史
- 1936年（昭和11年）10月17日 - 鐵道省湧網西線計呂地站至此站之間開通，中佐呂間站（日语：／）啟用[1]。當時為一般車站[1]。
- 1949年（昭和24年）6月1日 - 日本國有鐵道成立，成為日本國有鐵道車站。
- 1953年（昭和28年）10月22日 - 此站至下佐呂間站（後來名為濱佐呂間站）之間開通，湧網線全線開通。同時，車站改名為佐呂間站[1]。
- 1982年（昭和57年）3月29日 - 結束處理貨物[1]。
- 1984年（昭和59年）2月1日 - 結束處理行李[1]。
- 1987年（昭和62年）3月20日 - 湧網線全線廢除，此站也廢除[1]。

## 車站構造
截至車站廢除前，車站是一座地面車站，設有2面2線的混合式月台（單式月台、島式月台（只使用單邊））。當時可進行列車交會。車站大樓一方的月台東邊和對面月台東邊之間設有站內平交道。靠近車站大樓月台（北邊）是上行1號月台，對面月台（南邊）是下行2號月台。島式月台外側設有1條副本線（側線）。在副本線外側設有3條側線（當中1線設有止衝檔）。在副本線設有路軌分支，連接東西兩方各1條短側線。當中，1號月台靠近中湧別一方設有路軌分支，連接車站大樓東邊的貨物月台（缺角式月台）和1條貨物側線。在本線靠近網走一方，於1、2號月台匯合部分轉轍器前方設有路軌分支，連接1條側線。
此站是職員配置站。車站大樓位於站內北邊，鄰接單式月台中央部分。站內設有車站大樓和廁所兩座建築物。

## 站名的由來
車站名稱取自所在地名。地名源自阿伊努語的「サル・オマッ・ペッ」（蘆原河），後來該名稱的前半部演變為「サロマペッ」。該河指的是佐呂間川。
舊站名為中佐呂間，原本取自佐呂間的中央部分。

## 使用狀況
- 在1981年度（昭和56年度），1日上下車人次為220人[2]。

## 車站周邊
- 北海道道103號留邊蘂濱佐呂間線（日语：北海道道103号留辺蘂浜佐呂間線）
- 北海道道961號富武士佐呂間線（日语：北海道道961号富武士佐呂間線）
- 佐呂間町公所
- 佐呂間郵局
- 北海道佐呂間高等學校（日语：北海道佐呂間高等学校）
- 佐呂間町立佐呂間中學
- 佐呂間町立佐呂間小學
- 佐呂間別川[5]

## 巴士路線

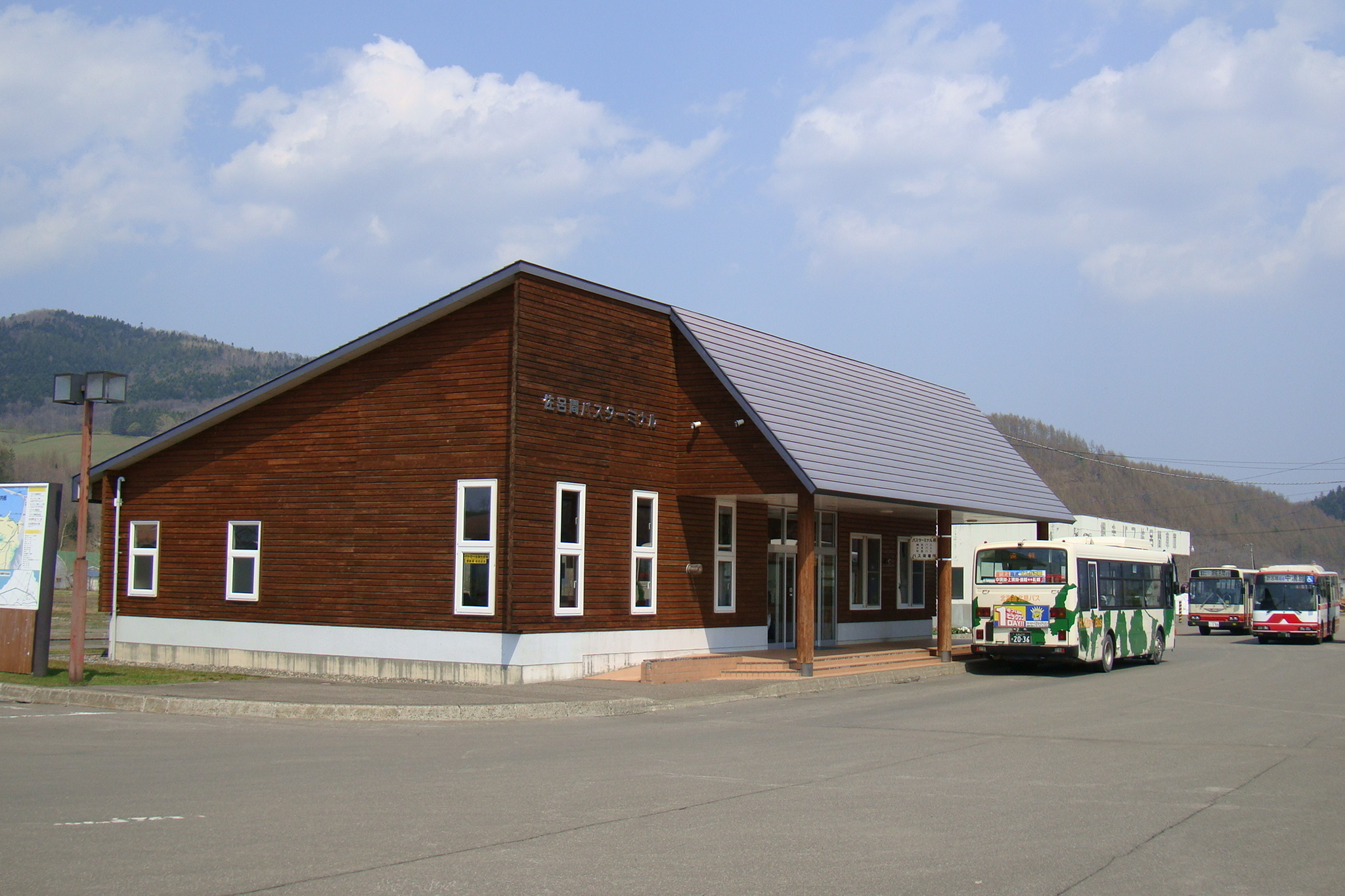
佐呂間巴士總站

站內遺址變成巴士總站和巴士車廠。該處設有網走巴士佐呂間詢問處，北海道北見巴士也駛入總站。該處設有前往網走方向、中湧別方向、遠輕方向、留邊蘂方向的路線。截至2010年（平成22年）10月1日，路線被取油，同日由佐呂間町親睦巴士開辨町內路線。

## 現況
舊站內於1989年（平成元年）4月，佐呂間町建設了「佐呂間町交通公園」。公園內保存了D51型蒸汽機車D51 565號機，機車連結少見的郵政和行李合造車SuYuNi50形 500番台SuYuNi50 517、Yo8000形守車Yo 8017，共有3輛。在D51旁邊設有DE10形柴油機車DE10 1677號機。合共有4架車輛作靜態保存。在冬季下雪期間會暫停展出，所有車輛都被覆蓋，這是為了保護車輛本身情況。該處也保存了2座臂木式號誌機，開關裝置也保留了。
此外，舊站中新建設了以舊車站大樓作為模樣的建築物，名為「鐵道紀念館」。館內展出了站名牌、閉塞器、標誌、維護路軌用具、鐵路用品、車票、車站紀念章和相片等湧網線相關展品。
以上東西截至2010年（平成22年）還存在。截至2011年（平成23年）也是同樣。

保存車輌
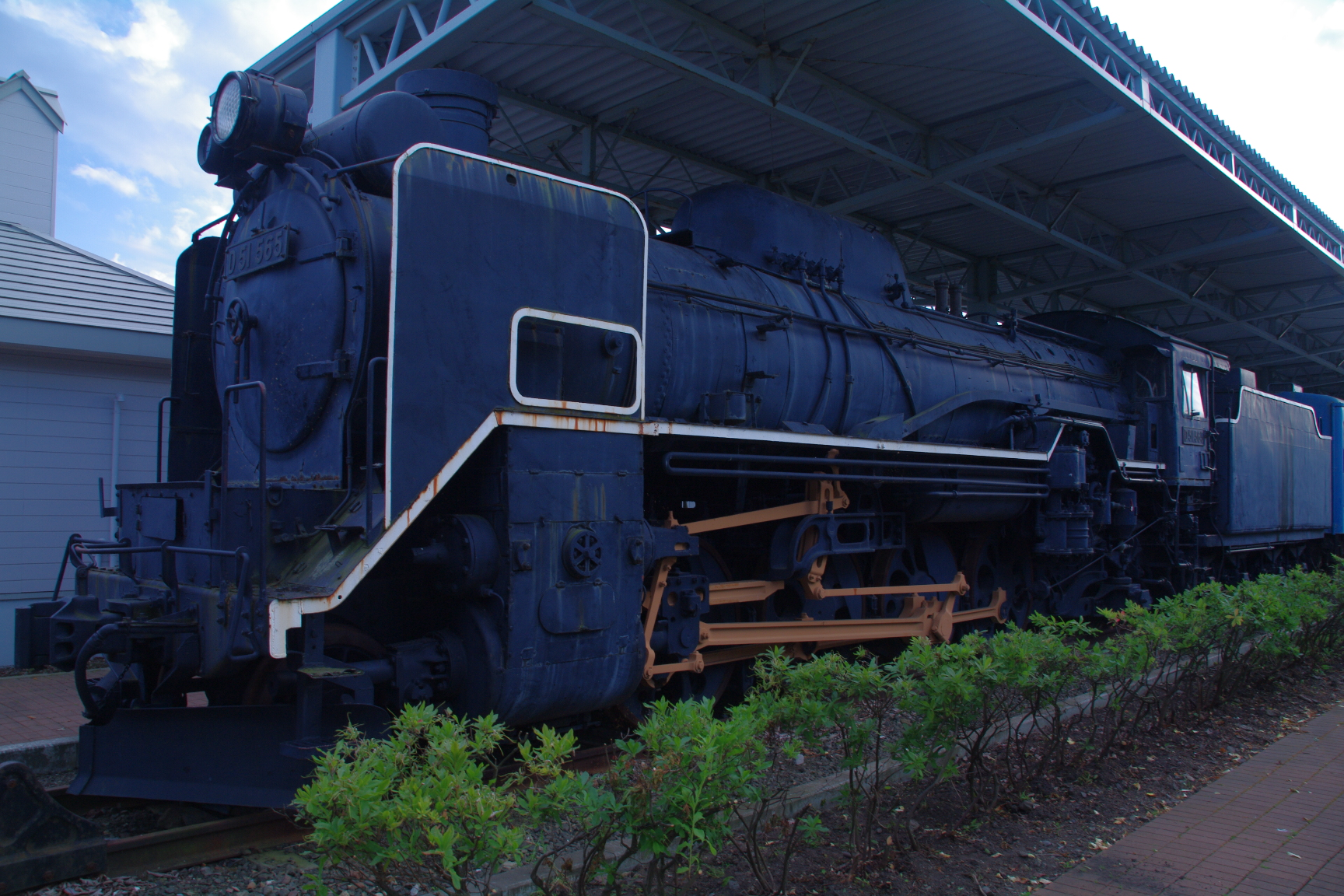
D51 565
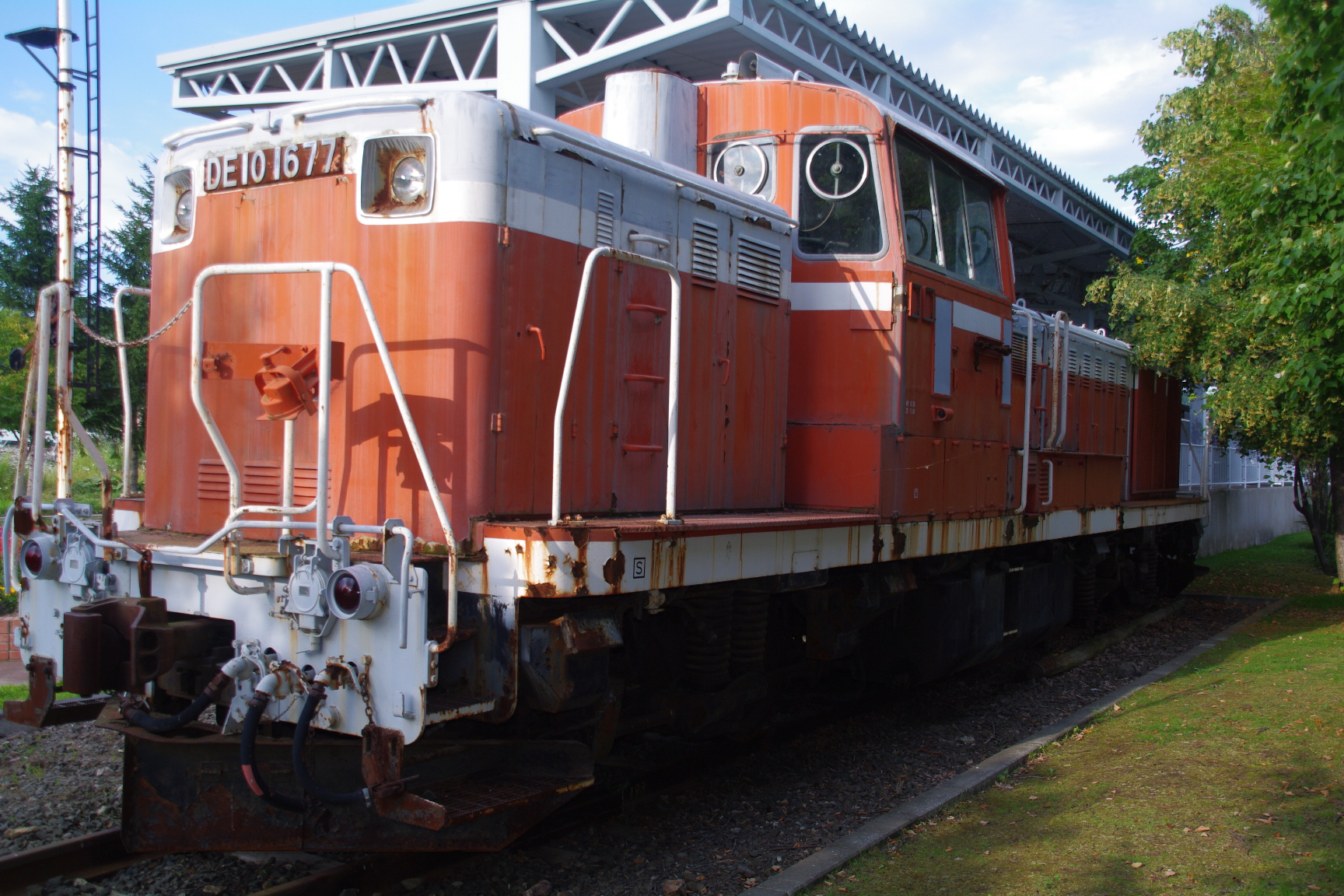
DE10 1677
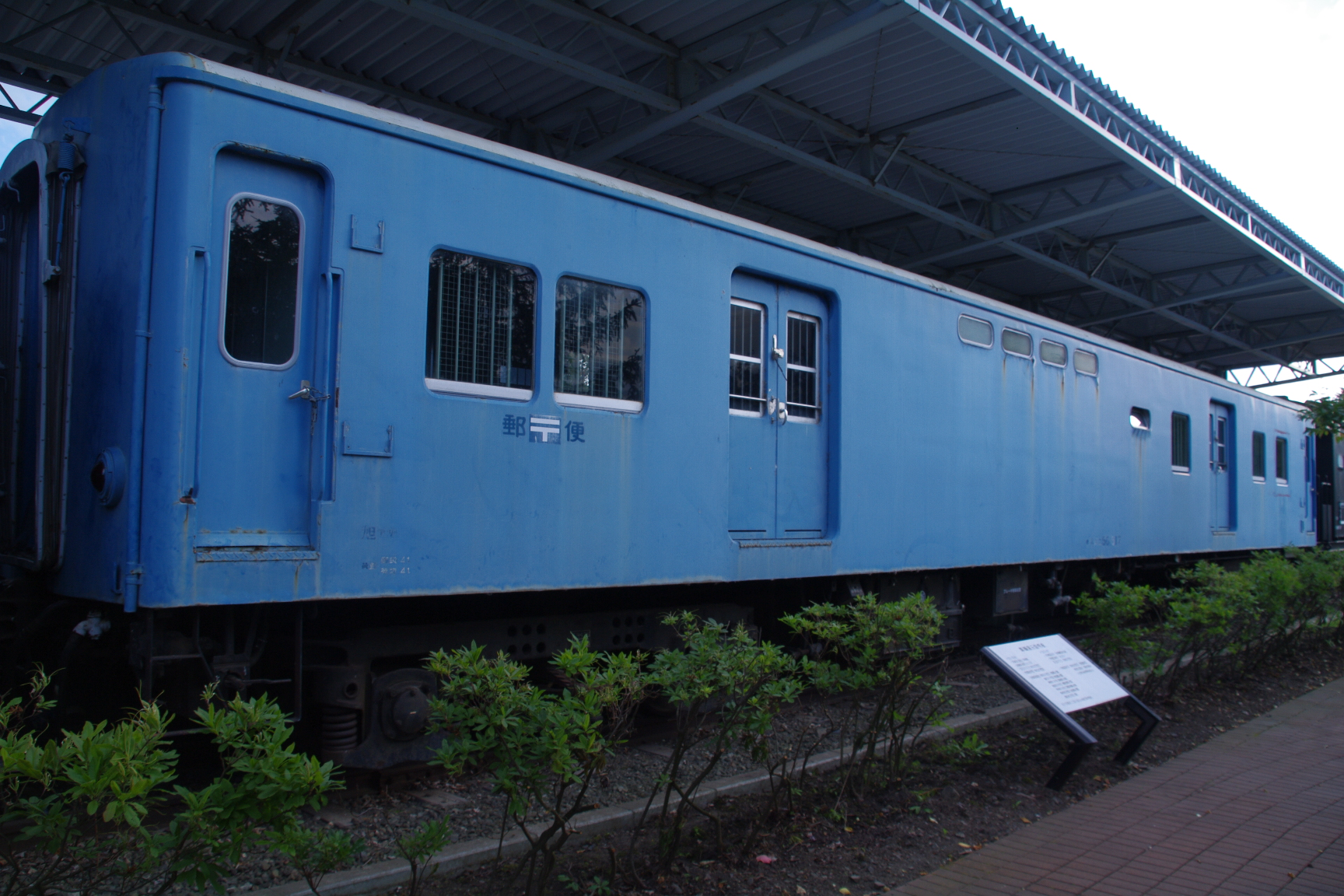
SuYuNi50 517
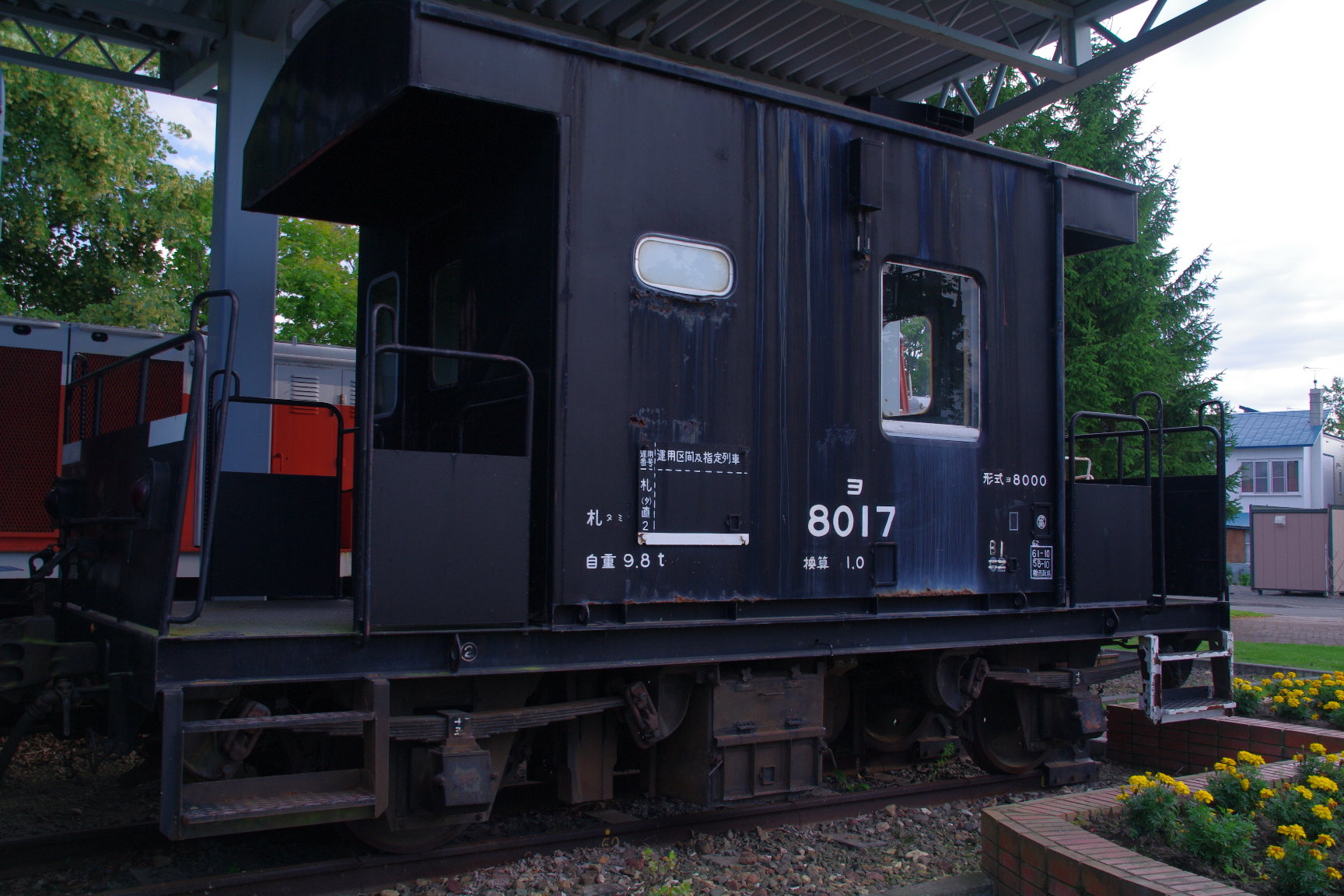
Yo8017

## 相鄰車站
日本國有鐵道
湧網線 
床丹－若里臨時乘降場－佐呂間－堺橋臨時乘降場－興生澤臨時乘降場－知來

## 注腳

## 外部連結
- 佐呂間町交通公園｜設施資訊｜佐呂間町 （页面存档备份，存于）（日語） - 佐呂間町官方網站